# BAP Chipana (SS-34)
Le BAP Chipana (pennant number : SS-34) est l’un des deux sous-marins de Type 209-1200 commandés par la Marine péruvienne le 21 mars 1977 au chantier naval Howaldtswerke-Deutsche Werft de Kiel en Allemagne. Deux premières unités avaient été commandés le 12 août 1976, pour un total de quatre unités.

## Conception
Cette série de quatre sous-marins (ou classe Angamos) comprend aussi :
- BAP Angamos (SS-31)
- BAP Antofagasta (SS-32)
- BAP Pisagua (SS-33)

Ces sous-marins ont un déplacement de 1 180 tonnes en surface et 1 290 tonnes en immersion. Ils ont une longueur hors-tout de 56 m, un maître-bau de 6,3 m et un tirant d'eau de 5,5 m. En tant que sous-marins de type 209, ils disposent d’un système de propulsion mixte diesel-électrique, composé de quatre moteurs diesel MTU Friedrichshafen et d’un moteur électrique Siemens d’une puissance de 3600 ch. Avec cela, ils peuvent atteindre une vitesse de 10 nœuds en surface et 22 nœuds en immersion.

## Engagements

### Origine
Il a été initialement nommé Blume d’après l’ingénieur du XIXe siècle Federico Blume, concepteur du premier sous-marin péruvien, mais le 21 avril 1980, il a été renommé d’après le combat de Chipana qui a opposé les forces navales du Pérou et celles du Chili le 12 avril 1879, pendant la Guerre du Pacifique (1879-1884). Après des essais en mer du Nord, il est arrivé à son port d'attache de Callao en 1983.

### Modernisation

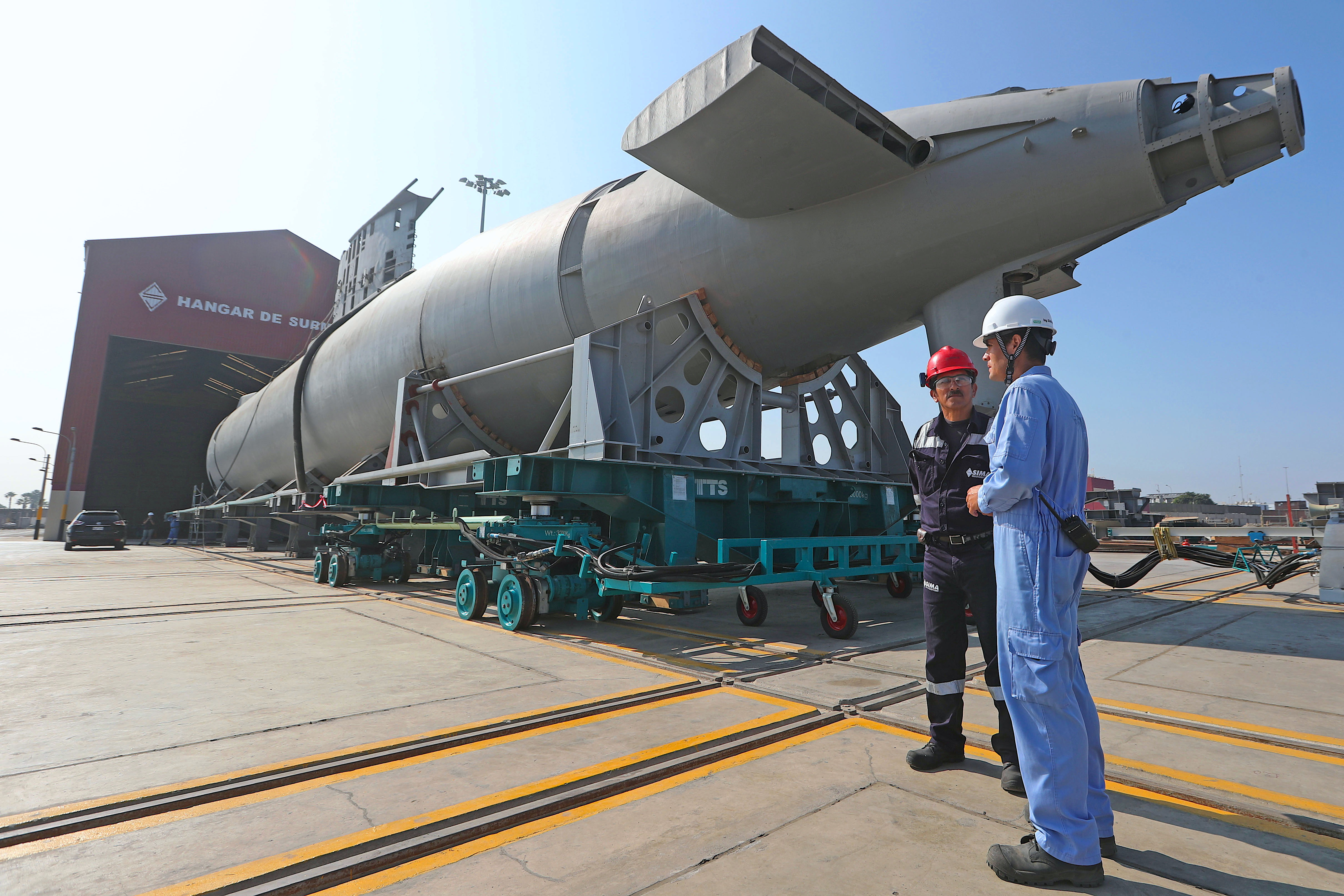
Le BAP Chipana (SS-34) en cours de mise à niveau

En décembre 2017, le BAP Chipana a commencé son processus de modernisation par les Services industriels de la Marine (SIMA). Le sous-marin a été découpé afin de remplacer son équipement mécanique et de contrôle. Les systèmes électriques, de navigation et de propulsion ont également été modernisés. Des moteurs diesels et des générateurs neufs ont été achetés a Rolls-Royce – MTU. La société d’ingénierie maritime allemande ThyssenKrupp Marine Systems a aidé le Pérou dans ce programme, en recevant 40 millions d’euros pour aider à moderniser les sous-marins péruviens. Les travaux d'installation des nouveaux moteurs sont terminés en octobre 2021.
Les trois autres sous-marins de la même classe étaient également destinés à être modernisés après l’achèvement des travaux effectués sur le BAP Chipana.